# Kafr Bardża
Kafr Bardża (arab. كفر بارجة) – wieś w Syrii, w muhafazie Aleppo. W 2004 roku liczyła 126 mieszkańców.